# Södermanlands runinskrifter 374
Runinskrift Sö 374 är ristad på en runsten som står cirka en kilometer öster om Tystberga kyrka i Tystberga socken och Nyköpings kommun, Södermanland.

## Stenen
Stenen hittades jämte en bautasten 1936 blott några meter från Sö 173. De tre stenarna står kvar på sina ursprungliga platser utmed vägen från kyrkan. De två runristade står närmast på bilden och den oristade längst bort. Stenens övre del är avslagen varmed ristningen är ofullständig. Ornamentiken på den nedre halvan domineras av ett stort kristet kors som är inramad av den i toppen kapade runslingan. Ristningen är signerad av en runristare med namnet Styvjald. Namnen på syskonen Manne och Muskia figurerar i båda stenarnas runtexter och en översättning av skriften på Sö 374 följer nedan:

## Inskriften
Nusvenska: "... lät resa stenen efter Manne, Muskias broder. Styvjald ristade runorna ... gode fader ..."

## Se även

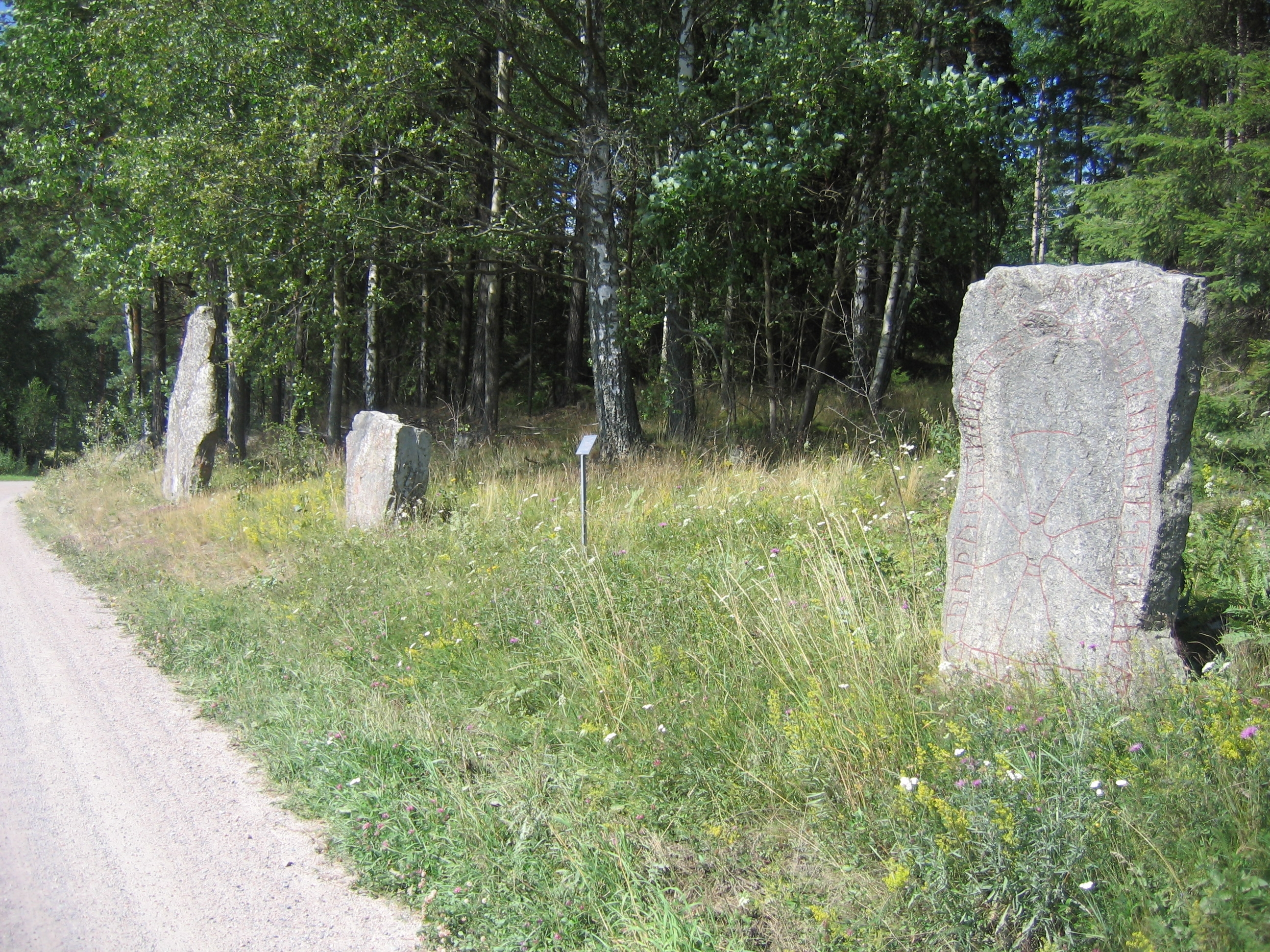
De tre stenarnas placering utmed vägen till kyrkan